# Cecil Haig
Cecil Henry Haig (Kensington, 1862. március 16. – Monnington on Wye, 1947. március 3.) olimpiai ezüstérmes angol párbajtőrvívó.